# Sovjetska košarkaška reprezentacija
Sovjetska košarkaška reprezentacija predstavljala je Sovjetski savez u košarci.
Krovna organizacija: 
Glavni trener: 

## Nastupi na EP
- 1935.: nisu sudjelovali
- 1937.: nisu sudjelovali
- 1939.: nisu sudjelovali
- 1946.: nisu sudjelovali
- 1947.: zlato
- 1949.: nisu sudjelovali (odbili biti domaćinom)
- 1951.: zlato
- 1953.: zlato
- 1955.: bronca
- 1957.: zlato
- 1959.: zlato
- 1961.: zlato
- 1963.: zlato
- 1965.: zlato
- 1967.: zlato
- 1969.: zlato
- 1971.: zlato
- 1973.: bronca
- 1975.: srebro
- 1977.: srebro
- 1979.: zlato
- 1981.: zlato
- 1983.: bronca
- 1985.: zlato
- 1987.: srebro
- 1989.: bronca
- 1991.: nisu sudjelovali, ispali na izlučnim turnirima

## Nastupi na SP-ima
- 1950.: nisu sudjelovali
- 1954.: nisu sudjelovali
- 1959.: 5. (u stvari bi bili prvaci, no kako su odbili igrati protiv Formoze, FIBA ih je kaznila bacanjem na zadnje mjesto u završnoj skupini)
- 1963.: bronca
- 1967.: zlato
- 1970.: bronca
- 1974.: zlato
- 1978.: srebro
- 1982.: zlato
- 1986.: srebro
- 1990.: srebro

## Poznati igrači
- Šarūnas Marčiulionis
- Valerij Tihonenko
- Rimas Kurtinaitis
- Arvydas Sabonis
- Valdemaras Chomičius
- Aleksandr Mihajlovič Belostennyj
- Aleksandr Volkov
- Aleksandr Sizonenko‎, najviši čovjek u Rusiji